# Alexander Lambert

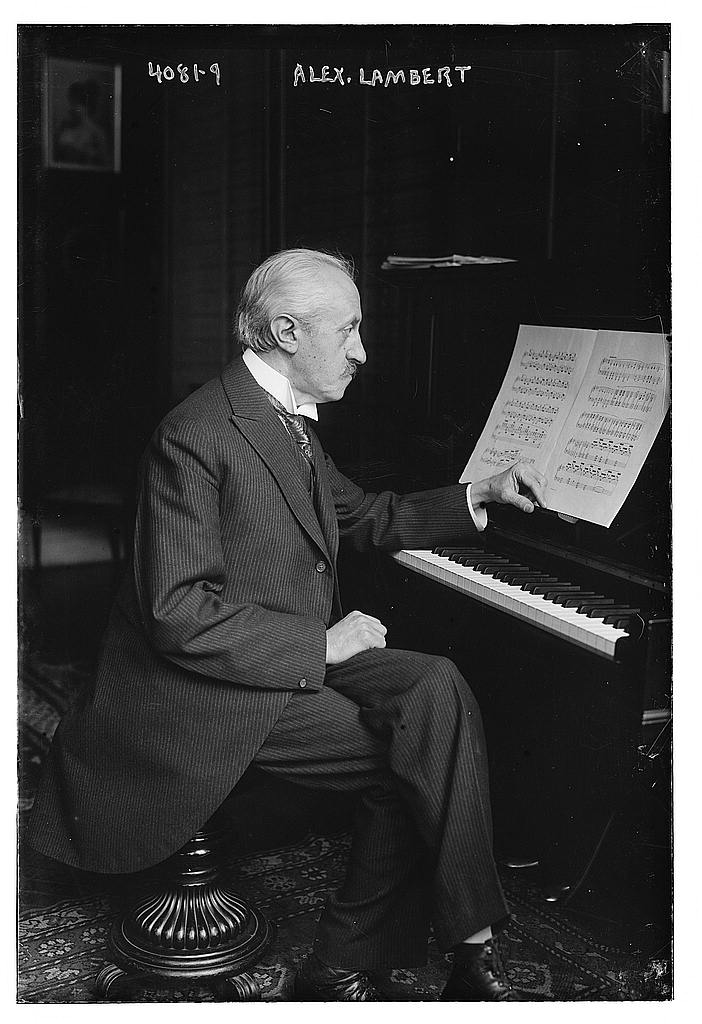
Alexander Lambert am Klavier im Jahr 1916.

Alexander Lambert (* 1. November 1863 in Warschau; † 31. Dezember 1929 in New York City) war ein polnisch-amerikanischer Komponist, Pianist und Musikpädagoge.
Lambert erhielt den ersten Klavierunterricht von seinem Vater und studierte dann am Wiener Konservatorium bei Julius Epstein. In Weimar war er schließlich der letzte Schüler Franz Liszts. Er ging 1884 in die USA und wurde 1887 Direktor des New York College of Music. Er hatte diese Position bis 1905 inne und war in dieser Zeit prägend für den Stil des Klavierspiels und -unterrichts in den USA. Neben einer Klavierschule verfasste er zahlreiche Klavierwerke. Am Silvesterabend 1929 kam er bei einem Unfall mit einem Taxi ums Leben.